# Luz Urdaneta
Luz Urdaneta (Maracaibo, estado Zulia, 22 de marzo de 1959) es una exbailarina, coreógrafa y maestra de danza venezolana, fundadora y directora artística de la compañía Danzahoy.

## Infancia y estudios
Hija de una pareja de profesionales, su madre fue educadora, poeta y escritora, y su padre ingeniero civil. Tiene 3 hermanos: Claudia, Adriana y Alberto.
Inició sus estudios primarios en Maracaibo pero, en 1965, su familia se trasladó a Caracas donde continuó su educación. En 1966 comenzó a estudiar música en la Escuela Juan Manuel Olivares, y al mismo tiempo formó parte de la coral de la Escuela Modesta Bor y la coral Creole dirigida por José Antonio Calcaño. A los diez años ingresó a la Academia Interamericana de Ballet, dirigida por Margot Contreras, donde obtuvo una beca para estudiar danza académica.
Finalizó sus estudios de bachillerato en 1977 y fue becada por la Fundación Gran Mariscal de Ayacucho para estudiar danza contemporánea en la London School of Contemporary Dance, graduándose en 1980.

## Carrera
Regresó a Venezuela, luego de su graduación, para unirse a varios proyectos que habían iniciado su hermana Adriana -también bailarina- junto a los bailarines Julie Bransley y Jacques Broquet: el Centro Latinoamericano de Danza CLADA, la compañía Danzahoy y la Escuela Danzahoy.
El proyecto Centro Latinoamericano de Danza buscaba crear una plataforma de intercambio entre los creadores latinoamericanos, en donde se pudiera desarrollar, a futuro, un lenguaje propio. Con este fin realizaron dos Congresos Latinoamericanos, uno en 1990 y el otro dos años más tarde.
La compañía Danzahoy, fundada en 1980, fue uno de los máximos representantes de la danza contemporánea de Venezuela, y se convirtió, rápidamente, en lugar de creadores para la experimentación. El repertorio de la compañía contaba con más de 40 piezas de diferentes coreógrafos. 
Luz se desempeña como  maestra de la Universidad de las Artes UNEARTE y como coreógrafa en la Compañía Nacional de Danza y en la Compañía Universitaria de las Artes.

## Coreografías

### En solitario
- 1981: Epílogo
- 1987: Momentos Hostiles[5]
- 1989: Muros
- 1991: Trayecto
- 1993: Travesía[3]
- 1999: Éxodo
- 2002: Zona Desconocida[6]
- 2002: Huélliga
- 2003: Solodeayer
- 2004: Una vez, otra vez
- 2006: Claro de Luna[1]
- 2011: Soneto de un sueño[4]

### Colectivas
- 1980: Selva
- 1984: Ímpetu
- 1985: Pierrot Lunaire
- 1986: Secretos
- 1987: Ímpetu II
- 1988: 40.º a la Sombra
- 1990: Ventanas
- 1991: Fémina
- 1991: Los Ilusos
- 1992: Zona Tórrida
- 1994: Oto El Pirata
- 1999: Teatro de Papel
- 2001: Solodenoche

## Premios y reconocimientos
- 1990: Premio Municipal de Danza por la obra Éxodo
- 1991: Premio del Consejo Nacional de la Cultura, CONAC, como Mejor Bailarina
- 1991: Orden José Félix Ribas al Joven Talento
- 1991: Premio Casa del Artista como Mejor Bailarina
- 1996: Premio Casa del Artista como Mejor Bailarina
- 1997: Premio del Círculo de Arte de Chile por la pieza Travesía, Santiago de Chile
- 2005: Premio Municipal de Danza por Una vez, otra vez